# George Helmy
George Helmy, né le 27 octobre 1979, est un homme politique américain et un membre du conseil d'administration du Port Authority of New York and New Jersey. Il a été chef de cabinet du gouverneur du New Jersey, Phil Murphy de 2019 à 2023. Le 16 août 2024, celui-ci annonce qu'il nomme George Helmy au Sénat des États-Unis au siège de Bob Menendez qui a annoncé sa démission pour le 20 août 2024 à la suite de sa condamnation pour corruption.
Conformément à ce qui est annoncé par le gouverneur Phil Murphy au moment de sa nomination, il démissionne du Sénat après l'élection de son successeur Andy Kim pour lui permettre de prendre ses fonctions de manière anticipée.